# فاكوندو كانجياني
فاكوندو كانجياني (بالإسبانية: Facundo Cangiani)‏ مواليد 23 أبريل 1991، هو لاعب كرة يد أرجنتيني يلعب كجناح أيمن. يلعب حاليا مع ريفر بليت. مثل منتخب الأرجنتين لكرة اليد.

## سجل المنافسة
شارك في البطولات التالية:
- بطولة العالم لكرة اليد للرجال 2015